# Sigil (модификация)
Sigil (стилизованное написание — SIGIL) — неофициальный пятый эпизод компьютерной игры Doom, разработанный одним из соавторов оригинальной игры Джоном Ромеро независимо от правообладателя Bethesda Softworks и выпущенный для скачивания на сайте автора 31 мая 2019 года. В состав WAD’а входят 9 новых уровней, каждый из которых имеет deathmatch-версию, а также новый саундтрек, написанный Джеймсом Пэддоком и Бакетхэдом. В январе 2020 года Bethesda добавила Sigil в качестве дополнения в официальные версии Doom, выпущенные на различных платформах.

## Игровой процесс
Поскольку Sigil является эпизодом Doom, его игровой процесс по сравнению с оригиналом не претерпел значительных изменений. Новые текстуры, звуки, враги или предметы из Doom II отсутствуют. Эпизод задумывался как «духовный наследник» оригинальной игры, занимающий место пятого эпизода. Новые уровни заметно сложнее уже имеющихся в Doom, а их дизайн отличается от предыдущих эпизодов обилием лавы, трещин в полу, пентаграмм и другой сатанинской атрибутики.

Я хотел, чтобы уровни ощущались как часть оригинальной игры, словно это настоящий пятый эпизод. На уровнях больше деталей, чем с 1 по 4 эпизоды, но их всё ещё не слишком много. Я думаю, что люди играющие в Sigil узнают мой стиль, но и увидят новые вещи, так как место действия этого эпизода не военная база, а Ад, что является для меня новой тематикой. На уровне E5M6 есть огромная комната, которая лучше всех, что я когда-либо создавал для какой-либо карты.— Джон Ромеро
Sigil поддерживает одиночную игру, совместное прохождение уровней и deathmatch. Хотя в Sigil можно играть и с использованием возможностей современных портов Doom, таких как GZDoom, поддерживающих новые функции, такие как вертикальное прицеливание и прыжки, Ромеро рекомендует не применять эти недоступные в классическом Doom функции, так как это может слишком упростить прохождение. Для нового эпизода требуются файлы данных, присутствующие в полной версии Ultimate Doom.

## Сюжет
Действия эпизода происходят в Аду, после событий четвёртого эпизода Ultimate Doom и перед событиями Doom II: Hell on Earth, являясь тем самым связующим звеном между двумя играми. Как и в остальных эпизодах Doom, сюжет раскрывается в текстовых вставках после финального уровня.
На веб-сайте Джона Ромеро написано вступление к Sigil: «После убийства Владычицы пауков в конце эпизода E4M8, ваша следующая задача — уничтожить адское отродье, устроившее невообразимую кровавую баню в городах Земли. Но Бафомет перенастроил последний телепорт скрытым сигилом, чья сверхъестественная сила вернула вас к ещё более тёмным берегам Ада. Прорвитесь с боем через этот стигийский очаг зла, чтобы противостоять последним предвестникам Сатаны, а затем, наконец, вернитесь, чтобы стать спасителем Земли. Что тут сказать — Rip & Tear!»

## Разработка

### Возвращение Джона Ромеро к дизайну уровней для Doom
В январе 2016 года Джон Ромеро готовился к питчингу и выводу на Kickstarter своего нового проекта Blackroom, шутера от первого лица в стиле Quake и Doom. Прежде чем браться за новый проект, он решил освежить свои навыки дизайна уровней. По словам Ромеро, он хотел вернуться в уже знакомое ему ментальное пространство, и, возможно, сделать шаг вперёд. В качестве пробы пера он решил взяться за ремейк E1M8 — восьмого уровня первого эпизода Doom. Это был уровень, на котором игрок встречался с двумя «боссами» — баронами ада. Это также был единственный уровень первого эпизода, созданный не Ромеро, а Сэнди Петерсеном — у Джона не хватало времени на создание уровней, потому что он уделял основное время разработке редактора DoomEd. Сохранив основную идею Сэнди в отношении дизайна финальной битвы с «братьями-громилами», Ромеро продолжил нарушенную оригинальным E1M8 тенденцию делать каждый уровень больше предыдущего. Он наполнил свою карту областями с токсичной жижей, ограничивающими свободу передвижения, населил её монстрами, атакующими со всех сторон и занявшими удобные позиции, и дал возможность игроку рассмотреть карту с разных углов.
В 2016 году у Ромеро были намного более совершенные инструменты, чем при создании оригинального Doom. Используя созданный сообществом игроков редактор карт Doom Builder 2, Джон создал первый за прошедшие два десятилетия уровень для Doom всего за две недели. 16 января он загрузил карту, получившую название «Tech Gone Bad» на форум Doom World. Релиз вызвал значительно больший интерес, чем ожидал Ромеро. Положительный отклик сообщества, а также простота, с которой можно было создавать карты для Doom (в сравнении с более сложными трёхмерными играми, такими как Quake) побудили Джона взяться за создание переосмысления уровня E1M4. По замыслу Ромеро, карта должна была поначалу казаться небольшой, но постепенно раскрываться, открывая новые слои, как луковица. Новая карта «Phobos Mission Control» также получила положительные отзывы сообщества.

### Начало разработки полноценного эпизода
Хотя Ромеро продолжал получать позитивные отклики сообщества, которое наслаждалось новыми картами, выкладывая прохождения и спидраны на Youtube, проект Blackroom был далёк от намеченных целей сбора средств, и в конечном итоге был заморожен. К Рождеству 2017 году Ромеро принял решение: он возьмётся за создание полноценного девятиуровнего эпизода к Doom, что позволит ему реализовать более масштабные идеи, не будучи ограниченным одной картой. Новые уровни должны были объединяться темой ада. Для оригинального Doom Ромеро не делал таких карт, в основном занимаясь уровнями первого эпизода, действие которых происходило на футуристических военных базах и в лабораториях. Новые же карты должны были представлять собой тёмные пещеры с реками лавы и огненными полами.
В 2017—2018 гг., в основном во время отпусков и по вечерам, Ромеро разрабатывал Sigil, используя редактор Doom Builder. Уровни путешествовали вместе с Ромеро: он создавал их дома в Ирландии, путешествуя поездами по Европе и даже в морских круизах. По его подсчётам, Ромеро суммарно потратил на создание карт примерно один месяц.
Выпуск уровней должен был быть приурочен к 25-й годовщине Doom в декабре 2018 года. Ромеро рассматривал своё творение как новый эпизод, занимающий место после четырёх уже присутствовавших в Ultimate Doom. Такая преемственность подразумевала повышение сложности — четвёртый эпизод «Thy Flesh Consumed» содержал одни из самых сложных уровней, присутствовавших в оригинальной игре, и Ромеро был готов повысить планку. Учитывая, что с момента выхода игры прошло достаточно много времени, чтобы игроки смогли отточить свои навыки, новые уровни должны были быть очень сложными. Джон ориентировался на свои весьма высокие способности игрока — ему самому должно было быть сложно пройти созданные им карты.

### Название и символика
Для привязки нового эпизода к оригинальной игре Ромеро использовал присутствовавшее на уровнях Doom изображение гигантского рогатого демона, основанное на образе козлоголового сатанинского божества Бафомета. В новом осмыслении сюжета игры он выполнял роль тайного руководителя всего демонического плана. Слово «сигил», означавшее колдовской символ, использованный Бафометом для отправки главного героя в отдалённый круг ада, было использовано как название эпизода: Ромеро счёл, что однословное название, как в Doom, будет наиболее удачным выбором. Кроме того, у Ромеро были права на это название, что позволяло ему использовать его для серии возможных новых проектов.
Поскольку действие эпизода должно было происходить в самых опасных глубинах ада, Ромеро счёл необходимым использовать значительно большее количество сатанинской атрибутики, такой как пентаграммы и изображения демонов, чем оригинальном Doom, где она находилась на втором плане. Ромеро также было нужно изображение, которое могло бы стать визитной карточкой эпизода.
Подходящий вариант нашла его жена Бренда Ромеро, которой попалась на глаза картина британского художника Кристофера Лоуэлла, до этого работавшего над обложками альбомов рок- и метал-групп, таких как Misfits и Bring Me the Horizon, использовавших сатанинскую и хоррор-эстетику. Картина представляла собой изображение козлоголового Бафомета в тонах белого, серого, чёрного и коричневого, с красными глазами и окружённого черепами и руками с когтями.
Объединявшее тематику ада и хеви-метал изображение понравилось Ромеро, особенно когда он увидел макеты коробок с ним на обложке. Ромеро приобрёл права на картину Лоуэлла. Поверх картины, в центре лба Бафомета, был помещён логотип Sigil, созданный главным художником Romero Games Денманом Руком. Отличительной особенностью логотипа стало превращение буквы «g» в переплетение трёх цифр «6», образующих «число зверя». Ромеро счёл этот вариант идеальным. Ромеро также зарегистрировал доменное имя «si6il.com», использовавшее для стилизации цифру «6» вместо буквы «g».

### Творческий процесс
Движок Doom устанавливал определённые ограничения на используемые средства дизайна уровней. За прошедшие с выпуска Doom годы стали известны многочисленные приёмы, позволяющие получить визуальный результат, считавшийся невозможным в оригинальной игре. Ромеро сознательно отказался от использования подобных приёмов. По его мнению, наилучший результат мог быть получен в условиях ограниченного творческого пространства, требующего находить решения, позволяющие реализовать дизайнерские и игромеханические идеи.
Первой созданной для нового эпизода картой была E5M7, седьмая при последовательном прохождении уровней. Изначально она должна была занимать пятую позицию, однако из-за того, что она получалась большой, она заняла место ближе к концу кампании. Ромеро начал создание уровня не со стартовой позиции, а с комнаты-ловушки, призванной проверить умения игроков: маневрировать в ограниченном пространстве, в котором отсутствуют безопасные зоны из-за появляющихся со всех сторон противников, оставаться при этом хладнокровным и метко стрелять. По замыслу создателя, у игрока должны были возникнуть конфликтующие побуждения: нельзя двигаться слишком много, потому что есть риск упасть в лаву и натолкнуться на дополнительных монстров, но и нельзя оставаться на месте. Сложности добавлял дизайн комнаты, практически не имевшей прямых углов.
Дальше начался итеративный процесс создания уровня. После каждого добавления на карту какого-либо элемента в редакторе, Ромеро переходил в игру, чтобы проверить, как изменения влияют на сложность и процесс прохождения. Стиль Ромеро предполагал множество коротких итераций с чередованием разработки и тестирования. По его словам, он запускал этот уровень примерно тысячу раз, чтобы убедиться, что всё работает и выглядит так, как задумано. Начав разработку с одного из последних уровней, Ромеро получил возможность отточить навыки, позволявшие ему быстрее создавать остальные карты, а также продумать элементы игрового процесса, которые должны были пронизывать весь эпизод, такие как центральная для Sigil механика «глаз иллюминатов».

### Новые механики
Символ в виде глаза в зелёных геометрических фигурах в Sigil используется как триггер для того, чтобы на уровне что-нибудь произошло. Игрок должен выстрелить в него, чтобы активировать. Механизм «стреляй, чтобы открыть» присутствовал в оригинальном Doom, однако задействовался редко: Ромеро использовал его только один раз, на уровне E1M2, где выстрел в стену открывал проход к бензопиле. Однако эта механика была не очень дружественной к игроку: достаточно сложно было понять, что надо потратить патроны на то, чтобы выстрелить в на первый взгляд абсолютно обычную стену. Большинство игроков открывало проход по чистой случайности, промахнувшись по монстру. В Sigil игрок должен стрелять по глазу иллюминатов, чтобы пройти дальше, и Ромеро придумал способ ненавязчиво обучить игрока этой механике.
Первая комната первого уровня нового эпизода представляет собой пещеру в форме звезды, с полом, залитым кровью. В ней нет дверей или кнопок, только ниша в стене, в которой находится глаз иллюминатов. Перед ним стоит коробка с патронами. Это намёкает игроку, что надо выстрелить в глаз. Выстрел в глаз опускает ближайшую стену, открывая путь вперед. Через некоторое время опять приходится выстрелить в глаз, чтобы поднять мост. На первом уровне нужно сделать это пять раз, чтобы пройти дальше. Это наглядно даёт игроку понять, что нужно переключаться на пистолет и стрелять по символу с глазом, чтобы найти секрет или продвинуться дальше.
Кроме того, использование глаза в качестве цели для выстрела помогает немного улучшить баланс использования разных видов оружия, давая повод игроку использовать пистолет, чтобы не тратить лишние патроны. Ромеро расставлял глаза с учётом расположения на уровнях боеприпасов, чтобы у игрока было чем в них выстрелить. В целом Ромеро уделял значительное внимание видам оружия, доступным игроку: у него был список, говоривший, какое оружие должно было быть доступным на каждом уровне, а также какое следовало спрятать в секретных областях.

### Секретные зоны
Большое внимание Ромеро уделял секретным областям. Doom и Quake поощряли исследование уровней для поиска потайных зон с дополнительным оружием и предметами. Подход Ромеро предполагал, что игроку надо дать намёк, что имеется что-то, скрытое от его глаз: окно, за которым находится комната, в которую надо как-то пробраться или предмет, который на первый взгляд кажется недоступным. Это заставит его не просто стремиться к выходу как можно быстрее, в более внимательно обследовать карту. На первом уровне нового эпизода Ромеро выстроил цепочку из трёх секретных областей, которая стала для него предметом гордости. Потайные зоны составляют большую часть уровня, и чтобы из одной перейти к следующей, приходится решать всё более сложные загадки. Ромеро стремился к тому, чтобы обнаружение секретных зон приносило большее удовольствие, чем просто получение дополнительных предметов из них.

### Атмосфера и темы отдельных уровней
Характерными особенностями Doom была напряжённая и пугающая атмосфера, а также быстрый темп игрового процесса. Ромеро стремился, чтобы каждый уровень производил на игрока особое впечатление. Например, второй уровень состоит из узких коридоров и тесных тёмных комнат, почти подавляющих игрока, вынужденного несколько раз проходить сквозь них. Третий уровень отсылает к «Phobos Mission Control», с постепенно открывающимися для исследования «слоями». Пятый уровень использует эффект, который Ромеро называет «адской молнией»: на потолке пульсируют красные полосы света. В сочетании с использованным для этого уровня музыкальным треком это призвано создавать эффект таинственности.
На шестом уровне использована находка, которую Ромеро считает одной из самых удачных в эпизоде: здесь присутствует вдохновлённый греческой мифологией большой лабиринт, в котором кибердемон выполняет роль минотавра. Механические звуки его шагов создают напряжённость для игрока, занятого уничтожением монстров, обстреливающих его со стен лабиринта. Один неверный шаг — и игрок может оказаться на платформе, которая опустит его в лужу крови, наносящую урон. Ромеро рассказывал, что при создании лабиринта столкнулся с техническими ограничениями движка Doom. Ему пришлось упрощать геометрию некоторых элементов уровня, чтобы игрокам не мешали возникающие ошибки.
Последний уровень эпизода, E5M8 (уровень с девятым номером является секретным, вход на него спрятан на одном из более ранних уровней эпизода), начинается в маленькой комнате за забором. Для этого уровня Ромеро решил сделать акцент на видимости: игрок может окинуть взглядом всё, что ждёт его на уровне, практически сразу после его начала. Уровень не даёт расслабиться: монстры постоянно преследуют игрока. Лавовые разломы на каменистом полу подсказывают направление движения. В конце уровня ждёт традиционный для Doom босс — огромный демон-паук. Однако Ромеро приготовил неприятный сюрприз: на пути к выходу за углом игрока поджидает и второй босс: кибердемон.

### Арены для многопользовательских сражений
Ромеро хотел, чтобы его уровни можно было использовать как для однопользовательской, так и для многопользовательской игры. В феврале 2018 года к нему пришла идея сделать отдельную арену для deathmatch-сражений на каждом уровне: при запуске игры в режиме «смертельной битвы» игроки попадали бы на часть карты, недоступную при обычной игре. Дополнительным стимулом для реализации этой идеи послужил выход пользовательской модификации REKKR, «тотальной конверсии» Doom, переносившей игрока в фентезийный мир, вдохновлённый скандинавской и кельтской мифологией. Её разработчики независимо от Ромеро пришли к той же самой идее, реализовав её на нескольких уровнях. Ромеро был вынужден развить идею: он не только добавил deathmatch-арены на все уровни, но и разместил на них по два переключателя, иногда находящихся на значительном расстоянии друг от друга. Когда два игрока одновременно нажимали на эти переключатели, они телепортировались на однопользовательскую часть карты и могли перемещаться между двумя частями карты.

### Тестирование
Тестированием эпизода занимались представители фан-сообщества Doom, работавшие в контакте с Ромеро, в том числе спидраннер Борис Климеш, известный под ником «dew», ранее принимавший участие в тестировании других популярных модов, таких как Back to Saturn X и Plutonia: Revisited. Тестировщики не только указывали на технические ошибки, но и предлагали советы по поводу сложности, используемых механик, расположения монстров и оружия, часть из которых Ромеро принимал к сведению. Кроме того, тестировщики помогали обеспечить совместимость эпизода с многочисленными портами движка Doom, как сохранявшими ограничения оригинала, так и добавлявшими новые возможности. Ромеро стремился к тому, чтобы Sigil был совместим со всеми распространёнными версиями Doom. Для старых версий движка, не поддерживавших добавление новых эпизодов, он подготовил специальную версию дополнения, заменявшую оригинальный третий эпизод.

### Выпуск
10 декабря 2018 года, в месяц 25-летия Doom, вышел трейлер эпизода, наметивший дату релиза на февраль 2019 года. Тогда же Ромеро провёл онлайн-трансляцию игрового процесса эпизода на Twitch. Однако в феврале выпуск был отложен из-за сложностей с производством коробочных версий. Ромеро хотел, чтобы покупатели коллекционных изданий получили игру раньше, чем она станет доступной бесплатно. 11 мая было сообщено о завершении работы над эпизодом. В конечном итоге выход эпизода задержался до 22 мая, когда он был выпущен с саундтреком Бакетхэда за цену в €6.66, отсылающую к числу зверя. 31 мая эпизод был выпущен для бесплатного скачивания с MIDI-саундтреком Джеймса Пэддока.
Совместно с Limited Run Games также были подготовлены «коробочные» коллекционные издания с дополнительными предметами. Размеры коробки для издания были подобраны таким образом, чтобы она хорошо смотрелась на полке рядом с антологией id Software. Стандартное издание включало коробку, подписанную Ромеро, USB-носитель в форме дискеты и CD-диски с файлами дополнения и саундтрека. Расширенное издание включало также статуэтку с головой Джона Ромеро, насаженной на кол (отсылка к спрайту, спрятанному на последнем уровне Doom II), коллекционную монету, футболку с логотипом и документальный фильм о разработке. Коллекционные издания были полностью раскуплены ещё до выхода дополнения. С июня 2019 года тематические товары Sigil стали доступны в магазине Romero Games.
В январе 2020 года Bethesda Softworks добавила Sigil в качестве дополнения к своим коммерческим релизам Doom, Doom II и Final Doom на Nintendo Switch, Xbox One, PlayStation 4 и мобильных платформах.

## Саундтрек
Ромеро создавал карты Sigil под музыку Бакетхэда — американского музыканта, записавшего тысячи композиций в жанре метал. Когда возникла необходимость в подготовке музыкального сопровождения для нового эпизода, Ромеро связался с Бакетхэдом — и оказалось, что он настолько же фанат Doom, насколько Ромеро был фанатом музыканта. Было заключено лицензионное соглашение об использовании композиций, причём Ромеро взял для каждого уровня именно тот трек, который слушал в момент его создания, чтобы передать игроку атмосферу, которую он считал подходящей для своего творения. Особым случаем стал первый уровень, для которого Бакетхэд записал новую композицию «Romero One Mind Any Weapon».
Не вполне обычной также стала фоновая музыка восьмого уровня эпизода, которую Ромеро взял из альбома Poseidon, состоявшего из одной длинной композиции, разделённой на шесть частей. Ромеро взял последние три части, и с разрешения Бакетхеда склеил их в один трек. Это самая быстрая по темпу композиция из саундтрека. Она была использована в трейлере, которым Ромеро анонсировал разработку эпизода.
Саундтрек Бакетхеда состоит из набора MP3-файлов, которые могут быть использованы портами Doom, поддерживающими такой формат файлов. Для других портов, поддерживающих только MIDI-саундтрек, фоновая музыка была создана Джеймсом Пэддоком. Он занимался моддингом на платформе Doom с 2005 года, создав примерно 200 карт и 640 MIDI-файлов. В год выхода Sigil он получил свою четвёртую награду Cacoward за «прижизненные достижения». По настоянию Ромеро, большинство треков для уровней было взято из старых и заброшенных проектов Пэддока. Однако он также быстро записал несколько дополнительных композиций, которые были использованы для темы заглавного экрана и появляющейся между уровнями заставки со статистикой.

## Восприятие

### Общие оценки
Рецензенты в целом положительно оценили возвращение Ромеро к созданию уровней для классического Doom. Рик Лейн в обзоре для Bit-Tech сравнил это с тем, как если бы один из двенадцати апостолов появился на пороге вашего дома и вручил вам новую книгу Евангелия. Несмотря на определённые опасения, связанные с тем, что Ромеро в творческом пути ушёл далеко от истоков Doom, Sigil не пополнил ряд продолжений классических работ, вызвавших негативную реакцию фанатов. Напротив, как указал Рик, Sigil оказался отличным продолжением, сохранявшим дух Doom: «Это гораздо больше, чем просто дань уважения классике; он объединяет и усиливает все элементы, которые сделали оригинал великим, становясь редким примером надолго задержавшегося продолжения, которое вносит значительный вклад в оригинальную работу».
Положительную оценку обозревателя Bit-Tech получило то, что эпизод не стал следовать тенденции, заданной новыми играми франшизы Doom, с их бескомпромиссными перестрелками в угарном темпе, а вместо этого сохранил жанровую направленность классических игр, соединявших элементы экшен и survival horror. В рецензии отмечалась концентрированная эстетика Doom, охарактеризованная как «резня на метал-концерте», а также изменённые текстуры и дизайн окружения, создавшие новый вариант ада, состоящий не из огня и серы, а из крови и кишок. Строгое следование эстетике оригинала Рик Лейн отметил и в статье для Epic Store.

### Игровой процесс
По поводу игрового процесса в обзоре Bit-Tech указывалось, что Sigil не заваливает игрока «пушечным мясом», а использует комбинации врагов, сформированные так, чтобы следование инстинкту «перестрелять их всех» было неоптимальным вариантом действий игрока. Отмечалось хитроумное использование ловушек и трюков, направленных на то, чтобы истощить ресурсы игрока, включающих как типичные для Doom скрытые комнаты, из которых появляются монстры, так и более креативные трюки, такие как помещение игрока в полную темноту или в комнату где потолки движутся и придавливают игрока, а безопасные места охраняются монстрами. По мнению Рика Лейна, Sigil отлично справляется с тем, чтобы застать игрока врасплох и расшатывает ему нервы, заставляя вспомнить о том, каким пугающим был Doom в момент выхода. Нечто похожее отметил и обозреватель Kotaku, который указал, что для Sigil характерны хорошо просчитанные бои, комбинирующие монстров с разными типами атак, и заставляющие игрока маневрировать в стеснённых условиях, используя узкие места уровней, чтобы направлять монстров в них, словно в воронку.
В то же время, обозреватель Gamespew счёл, что игрок больше времени тратит на нахождение пути в лабиринтах, стрельбу по кнопкам и проскакивание ловушек, чем собственно на перестрелки с монстрами. При этом патронов недостаточно, так что практически приходится считать пули. Обращение к элементам survival horror, по мнению автора, замедлило темп игры, и если в Resident Evil монстров следовало избегать, а не сражаться с ними, то в Sigil неизбежны схватки с сильными противниками, такими как бароны ада, на которые приходится потратить практически все боеприпасы.

### Дизайн уровней
Kotaku положительно отзывался о дизайне уровней. Автор отметил любовь Ромеро к построению лабиринтов, некоторые из которых трансформируются, когда исчезают стены, открывая обширные открытые пространства или скрытых врагов. В обзоре проводились параллели с дизайном подземелий Zelda: игроку предлагалось построить внутри своей головы карту уровня, чтобы помнить, куда возвращаться за ключами и оружием, так как в уровнях Sigil нередко приходится ходить по кругу или преодолевать лабиринты. В обзоре Gamespew дизайн уровней был назван «интересным», но перегруженным головоломками. Рик Лейн писал, что обилие скрытых путей, динамическое изменение карт и постоянное появление новых монстров приводит игрока в замешательство, создавая тем самым ощущение экстрима.
В обзоре PC Gamer было отмечено использование темноты в дизайне уровней. Автор рецензии сравнил эстетику Sigil с театром, в котором яркие цветные элементы выделяются на фоне полной темноты. Монстры нередко различимы лишь по форме тёмных силуэтов, становясь внезапно видимыми, когда их подсвечивает выпущенный ими огненный шар. Как указывалось в рецензии, это показывало сильные стороны проверенного временем дизайна монстров Doom, узнаваемых с любого расстояния, а также поддерживало игрока в напряжении, вынуждая его ориентироваться на звуковые подсказки и вслепую продвигаться к телепорту или другой цели, маячащей вдали. Был отмечен также другой приём Ромеро, сменяющий использование темноты по мере прохождения: трансформация уровней, превращающая закрытые комнаты в открытые пространства, на которых у игрока есть возможность расстреливать находящихся вдали монстров, уворачиваясь от огненных шаров.
Характерную для Sigil возможность взглянуть на локации уровней с разных перспектив обозреватель сравнил с исследованием Лордрана в Dark Souls. Также в рецензии говорилось о том, что при прохождении Sigil игрок постоянно чувствует незримое присутствие дизайнера уровней, в отличие от современных шутеров, создаваемых большими коллективами. Символом этого он назвал «глаза иллюминатов», в которые игрок должен стрелять, чтобы пройти дальше, постоянно «смотрящие» на игрока и меняющие мир вокруг него. Обозреватель отмечал, что хотя использованные Ромеро трюки сложно назвать инновационными, они показывают его стремление к креативному использованию имеющихся у него инструментов для реализации своих идей.

### Музыка
Саундтрек Бакетхеда также заслужил похвалу критиков. В обзоре Bit-Tech говорилось, что он значительно способствует погружению в атмосферу игры, постепенно переходя от ударных гитарных аккордов к более странным и зловещим мелодиям, гармонируя с увеличением доли survival horror на более поздних уровнях. Этот же переход от быстрых мелодий к синтезаторным мелодиям с диссонирующими нотами в стиле Вангелиса отметил и обозреватель PC Gamer, который в целом назвал «виртуозные риффы» Бакетхеда достойным продолжением метал-MIDI из оригинального Doom. Он писал, что такой саундтрек выделяет Sigil среди его предшественников.

### Сложность
Неоднозначно была оценена сложность игры, слишком непростительная для новых игроков в Doom. Sigil не избежал проблемы, характерной для многих модификаций Doom. Обозреватели писали, что создавая уровни для такой проверенной временем игры, как Doom, Ромеро не отвлекался на такие вещи, как медленно повышающаяся сложность и обучение приёмам боя с новыми монстрами. От игрока ожидают, что он будет достаточно опытным, чтобы сразу броситься в бой с толпами монстров. Kotaku писал, что даже на среднем уровне сложности новичков могут ждать проблемы, а высокие уровни и вовсе могут показаться почти что троллингом. В PC Gamer говорилось, что Sigil вынуждает игроков, неспособных в реальном времени справиться с постоянными атаками, заучивать уровень и проходить его методом проб и ошибок, постоянно используя функции быстрого сохранения и загрузки. В то же время, указывалось что это может сделать более интересным повторное прохождение.
Позитивно оценил сложность Sigil Рик Лейн, написавший, что «напряжённость SIGIL вызывает такое же волнение, как и недавние перезапуски DOOM». Для него игра, постоянно требующая от игрока мгновенно реагировать на ситуацию, не дающая расслабиться и давящая «всеми возможными способами», такими как бои с опасными противниками без мощного оружия, необходимость маневрировать в узких пространствах и передвигаться по узким скалам, уворачиваясь от летящих огненных шаров, была похожа на «праздник, воздающий дань тому действию и игровому дизайну, которые задал определивший сам жанр шутера от первого лица оригинальный хит».

### Прочие замечания
В обзоре Bit-Tech в качестве негативных сторон Sigil отмечалось отсутствие нового оружия и врагов, а также сложный платформинг на некоторых уровнях. На сайте Gamespew, напротив, креативное использование только имеющихся в первой части Doom ресурсов было сочтено достоинством игры.

### Награды
Sigil вошёл в число финалистов в Cacowards 2019, где был описан, как «самый ожидаемый, предварительно просмотренный, сыгранный, изученный, повторно сыгранный, проанализированный, захваленный и обосранный релиз года». По мнению сообщества игроков, несмотря на оригинальные идеи Ромеро, Sigil всё же немного недотянул до того, чтобы войти в десятку лучших наборов уровней 2019 года. На фоне лучших образцов творчества создателей карт, отточивших своё мастерство за прошедшую с момента выхода Doom четверть века, Sigil выглядел устаревшим. В числе причин, не позволивших отдать ему одно из призовых мест, называлось скатывание геймплея к характерному для Ultimate Doom перемалыванию толп безобидных монстров в узких коридорах, а также смазанная концовка.

## Сиквел
В 2021 году Ромеро заявил, что начал работу над второй частью Sigil, которая, как предполагалось изначально, будет разработана для игры Doom II.
8 декабря 2022 года Ромеро сообщил, что проведёт онлайн-трансляцию процесса создания уровня для Sigil II. Трансляция прошла на 29-летие Doom, продлившись 5 часов, где Ромеро показывал, как создавать карты с использованием заранее установленных инструментов, таких как Doom Builder. Также выяснилось, что вторая часть будет ещё одним эпизодом для Doom, а не для Doom II как предполагалось ранее.
10 декабря 2023 года, на 30-летие Doom, Ромеро выпустил Sigil II. Подобно первой части, вторая также содержит 9 уровней, а также специальную арену для многопользовательской игры. В написании саундтрека вновь принял участие Джеймс Пэддок. Согласно вступлению, после конца прошлого эпизода игрок попадает не на Землю, а в ещё более ужасающие лабиринты Бафомета «нескончаемых полчищ демонов и натиска хэви-металлического хаоса».